# Port lotniczy Glasgow
Port lotniczy Glasgow (ang.: Glasgow International Airport, kod IATA: GLA, kod ICAO: EGPF) – główny międzynarodowy port lotniczy obsługujący Glasgow, położony 13 km na zachód od centrum miasta, blisko miejscowości Paisley i Renfrew w hrabstwie Renfrewshire.

## Dwa porty lotnicze miasta Glasgow
Port lotniczy Glasgow jest drugim pod względem wielkości portem lotniczym Szkocji i 8. w Wielkiej Brytanii pod względem liczby przewiezionych pasażerów w 2006 – 8,8 mln. Jest pierwszym szkockim portem lotniczym, gdzie przewieziono ponad milion pasażerów w jednym miesiącu. Port obsługuje tradycyjne jak i tanie linie lotnicze, w tym loty transatlantyckie.
Drugim międzynarodowym portem lotniczym obsługującym Glasgow jest port lotniczy Glasgow-Prestwick w Prestwick, oddalony o 46 km od centrum miasta, obsługujący tanie linie lotnicze, który w 2006 obsłużył 2,3 mln pasażerów.

## Linie lotnicze i połączenia
| Linia lotnicza     | Kierunek |
| ------------------ | --- |
| Aer Lingus         | 1. Belfast-City 2. Dublin |
| Air Transat        | 1. Toronto-Pearson |
| BH Air             | Sezonowo: 1. Burgas |
| British Airways    | 1. Londyn-City 2. Londyn-Gatwick 3. Londyn-Heathrow |
| Corendon Airlines  | Sezonowo: 1. Antalya |
| EasyJet            | 1. Alicante 2. Amsterdam 3. Barcelona 4. Belfast-City 5. Belfast-International 6. Berlin 7. Birmingham 8. Bristol 9. Enfidha (od 2 maja 2024) 10. Faro 11. Hurghada 12. Jersey 13. Lizbona 14. Londyn-Gatwick 15. Londyn-Luton 16. Londyn-Stansted 17. Malaga 18. Paryż-Charles de Gaulle 19. Southhampton Sezonowo: 1. Agadir 2. Bordeaux 3. Chania 4. Dalaman 5. Genewa 6. Gran Canaria 7. Kos 8. Larnaka (od 4 maja 2024) 9. Marsylia (powrót 26 czerwca 2024) 10. Newquay 11. Palma de Mallorca 12. Porto 13. Pula (powrót 24 czerwca 2024) 14. Split 15. Teneryfa-Południe           |
| Emirates           | 1. Dubaj |
| Icelandair         | 1. Reykjavik-Keflavík |
| Jet2.com           | 1. Agadir (od 3 listopada 2024) 2. Alicante 3. Antalya 4. Fuerteventura 5. Gran Canaria 6. Lanzarote 7. Madera 8. Malaga 9. Rzym-Fiumicino 10. Teneryfa-Południe Sezonowo: 1. Berlin (od 29 listopada 2024) 2. Bodrum 3. Burgas 4. Korfu 5. Dalaman 6. Faro 7. Genewa 8. Girona 9. Heraklion 10. Ibiza 11. Izmir 12. Kefalonia 13. Kraków 14. Larnaka 15. Malta 16. Marrakesz (od 4 listopada 2024) 17. Menorka 18. Neapol 19. Palma de Mallorca 20. Pafos 21. Praga 22. Reus 23. Reykjavik-Keflavík 24. Rodos 25. Wiedeń (od 28 listopada 2024) 26. Werona (od 8 maja 2024) 27. Zakintos |
| KLM                | 1. Amsterdam |
| Loganair           | 1. Barra 2. Benbecula 3. Campbeltown 4. Derry 5. Exeter 6. Islay 7. Kirkwall 8. Southhampton 9. Stornoway 10. Sumburgh 11. Tiree Sezonowo: 1. Donegal |
| Lufthansa          | 1. Frankfurt Sezonowo: 1. Monachium |
| Ryanair            | 1. Alicante 2. Dublin 3. Kraków 4. Malaga Sezonowo: 1. Bruksela-Charleroi 2. Warszawa-Modlin 3. Wrocław |
| Southwind Airlines | Sezonowo: 1. Antalya (od 3 kwietnia 2024) |
| TUI Airways        | 1. Alicante 2. Gran Canaria 3. Lanzarote 4. Sal 5. Szarm el-Szejk 6. Teneryfa-Południe Sezonowo: 1. Antalya 2. Cancún 3. Chambéry 4. Korfu 5. Dalaman 6. Dubrownik 7. Enfidha 8. Ibiza 9. Kittila 10. Malaga 11. Orlando-Melbourne 12. Menorka 13. Neapol 14. Palma de Mallorca 15. Pafos 16. Reus 17. Rodos 18. Salzburg 19. Turyn 20. Werona 21. Zakintos |
| Wizz Air           | 1. Budapeszt 2. Bukareszt |

## Atak w 2007
30 czerwca 2007 płonący samochód wjechał w jedne z głównych drzwi terminalu, powodując poważne zniszczenia, przypuszczalnie w ramach ataku terrorystycznego. Zatrzymano dwóch mężczyzn. Nie było ofiar, ale jeden ze sprawców odniósł ciężkie poparzenia. Port lotniczy Glasgow został czasowo zamknięty, a ruch lotniczy zawieszony do odwołania.